# Zach Grenier

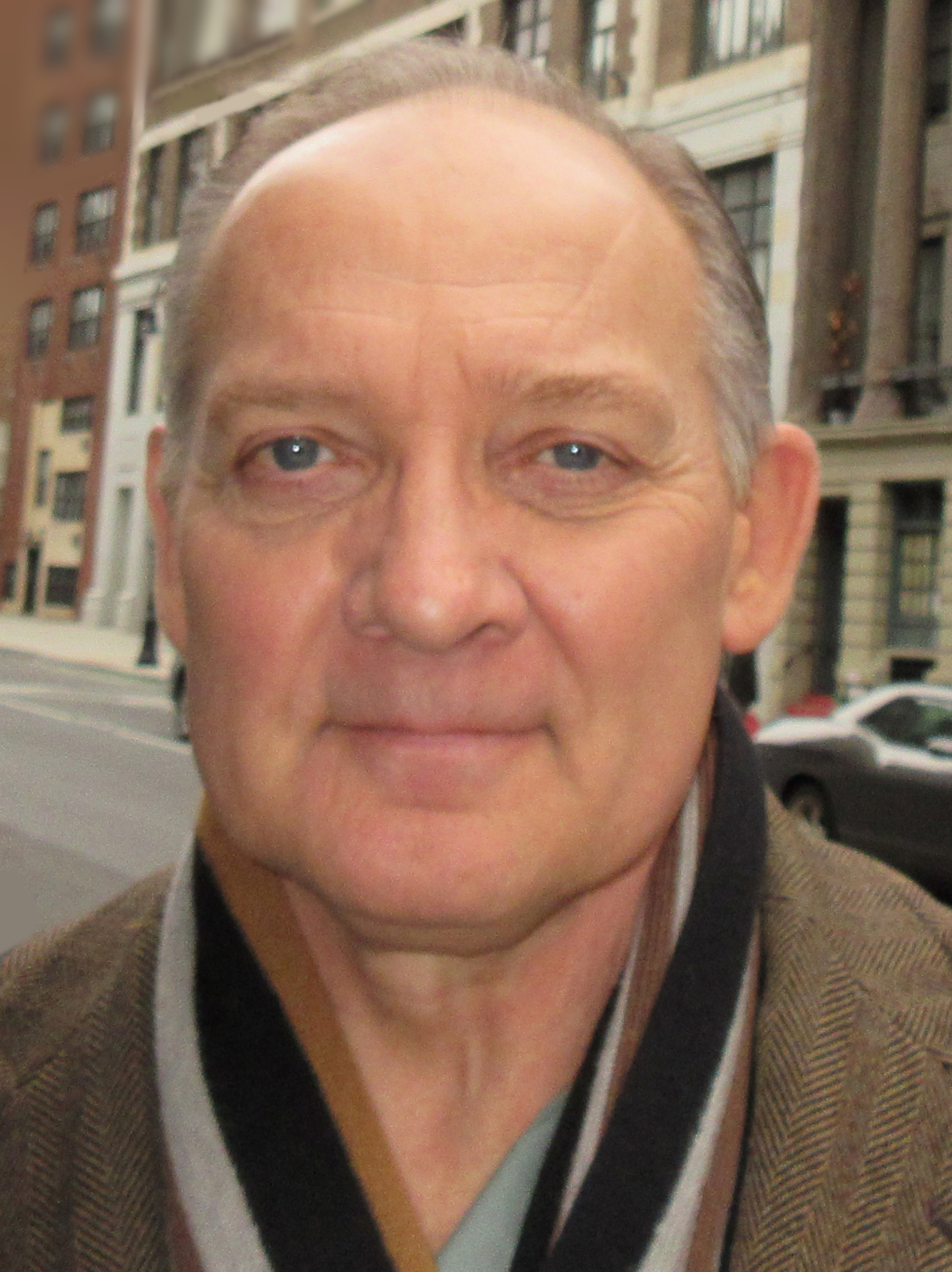
Zach Grenier (2018)

Zach Grenier (* 12. Februar 1954 in Englewood, New Jersey) ist ein US-amerikanischer Schauspieler.
Zach Greniers Laufbahn beim Film begann 1987 mit einer Rolle in Der kleine Bruder. Noch im selben Jahr wirkte er unter anderem in Die Waffen der Frauen mit. Ab dieser Zeit trat er auch in Serien auf, schon vor dem Beginn seiner Filmkarriere hatte er einen Auftritt in Miami Vice.
Um die Jahrtausendwende erhielt er zwei Rollen in international bekannten Filmen. Erst spielte er 1999 in Fight Club, zwei Jahre darauf sah man ihn in Passwort: Swordfish.
Ab der Jahrtausendwende spielte er hauptsächlich in TV-Serien mit, darunter auch in bekannteren, wie Star Trek: Enterprise und CSI: Miami.

## Filmografie (Auswahl)
- 1987: Der kleine Bruder (Kenny)
- 1988: Die Waffen der Frauen (Working Girl)
- 1988: Talk Radio
- 1989: Die Glücksjäger (See No Evil, Hear No Evil)
- 1990: So ein Satansbraten (Problem Child)
- 1991: Jack allein im Serienwahn (Delirious)
- 1991–2010, 2022: Law & Order (Fernsehserie, 7 Folgen)
- 1993: Cliffhanger – Nur die Starken überleben (Cliffhanger)
- 1993: Der Mann ohne Gesicht (The Man Without a Face)
- 1995: Cafe Society
- 1995: Tommy Boy – Durch dick und dünn (Tommy Boy)
- 1996: Twister
- 1996: Maximum Risk
- 1997: Under the Bridge
- 1999: Ride with the Devil
- 1999: Fight Club
- 2000: Chasing Sleep
- 2000: Shaft – Noch Fragen? (Shaft)
- 2001: Passwort: Swordfish (Swordfish)
- 2001–2002: 24 (Fernsehserie, 9 Folgen)
- 2002: Star Trek: Enterprise (Enterprise, Fernsehserie, Folge 2x12)
- 2004: Crossing Jordan – Pathologin mit Profil (Crossing Jordan, Fernsehserie, Folge 4x08)
- 2004–2006: Deadwood (Fernsehserie, 9 Folgen)
- 2006: CSI: Miami (Fernsehserie, Folge 4x14)
- 2006: Pulse – Du bist tot, bevor Du stirbst (Pulse)
- 2006: Numbers – Die Logik des Verbrechens (NUMB3RS, Fernsehserie, Folge 3x03)
- 2007: CSI: Den Tätern auf der Spur (CSI: Crime Scene Investigation, Fernsehserie, Folge 8x01)
- 2008: Das Mädchen mit dem Diamantohrring (The Loss of a Teardrop Diamond)
- 2009: Earthwork
- 2010–2013: Good Wife (The Good Wife, Fernsehserie, 49 Folgen)
- 2011: J. Edgar
- 2014: RoboCop
- 2014: Die Verschwörung – Tödliche Geschäfte (Turks & Caicos, Fernsehfilm)
- 2016: BrainDead (Fernsehserie, 8 Folgen)
- 2017: Crown Heights
- 2017–2022: The Good Fight (Fernsehserie, 14 Folgen)
- 2018–2019: Ray Donovan (Fernsehserie, 6 Folgen)
- 2020: Devs (Miniserie)
- 2022: She Said
- 2022: FBI: Most Wanted (Fernsehserie, 1 Folge)